# Harpar Storträsket ja Lillträsket
Harpar Storträsket ja Lillträsket este o arie protejată (arie specială de conservare — SAC, sit de importanță comunitară — SCI) din Finlanda întinsă pe o suprafață de 225 ha, integral pe uscat.

## Localizare
Centrul sitului Harpar Storträsket ja Lillträsket este situat la coordonatele 59°56′26″N 23°19′17″E / 59.9406°N 23.3214°E.

## Înființare
Situl Harpar Storträsket ja Lillträsket a fost declarat sit de importanță comunitară în august 1998 pentru a proteja un număr necunoscut de specii din flora spontană și fauna sălbatică aflate în arealul zonei. Situl a fost protejat și ca arie specială de conservare în aprilie 2015.

## Biodiversitate
Situată în ecoregiunea boreală, aria protejată conține 6 habitate naturale: Turbării active, Mlaștini turboase de tranziție și turbării mișcătoare, Taiga vestică, Păduri fino-scandinave bogate în ierburi cu Picea abies, Păduri caducifoliate de mlaștină fino-scandinave, Mlaștini împădurite.
La baza desemnării sitului se află un număr nedeclarat de specii protejate.
Pe lângă speciile protejate, pe teritoriul sitului au mai fost identificate 4 specii de plante, 2 specii de păsări, 4 specii de nevertebrate.